# Phytoliriomyza nigrescens
Phytoliriomyza nigrescens är en tvåvingeart som beskrevs av Spencer 1982. Phytoliriomyza nigrescens ingår i släktet Phytoliriomyza och familjen minerarflugor. Inga underarter finns listade i Catalogue of Life.